# 北居明
北居 明（きたい あきら）は、日本の経営学者。甲南大学経営学部教授。専門はミクロ組織論、組織文化論。博士（経営学）（神戸大学）。組織学会高宮賞受賞。

## 来歴
1990年滋賀大学経済学部を卒業。同年神戸大学大学院経営学研究科に進学し、1992年に博士前期課程修了、1995年に博士後期課程修了。博士（経営学）取得。大阪学院大学経営科学部専任講師、助教授、大阪府立大学経済学部教授等を経て現職。

## 年譜
- 1990年 - 滋賀大学経済学部卒業
- 1992年 - 神戸大学大学院経営学研究科博士前期課程修了
- 1995年 - 神戸大学大学院経営学研究科博士後期課程修了
- 1995年 - 大阪学院大学経営科学部専任講師
- 1998年 - 大阪学院大学経営科学部助教授
- 2004年 - 大阪府立大学経済学部助教授
- 2009年 - 大阪府立大学経済学部教授
- 2014年 - 甲南大学経営学部教授

## 最近の論文・著書
- 「『失われた10年』における日本企業の文化変化」『日本企業の戦略インフラの変貌』（加護野忠男他編　白桃書房，2004年）
- 「日本企業における理念浸透活動とその効果」『日本企業の戦略インフラの変貌』（加護野忠男他編　白桃書房，2004年）
- 「健康いきいき職場づくり」（共著　健康いきいき職場づくりフォーラム編　生産性出版,　2014年）